# Địa lý Thụy Sĩ
Thụy Sĩ nằm ở Trung Âu, phía tây giáp Pháp, phía bắc giáp Đức, phía nam giáp Ý và phía đông giáp Liechtenstein và Áo. Tọa độ chính xác: 47 độ vĩ Bắc, 8 độ kinh Đông.

## Diện tích
- Tổng diện tích: 41'290 km²
- Đất liền: 39'0 km²
- Nước: 1'520 km²

## Biên giới đất liền
- Tổng chiều dài 1'852 km
- Đối với mỗi quốc gia lân cận: Áo 164 km, Pháp 573 km, Ý 740 km, Liechtenstein 41 km và Đức 334 km
- Thụy Sĩ không có đường bờ biển cũng như hải phận.

## Khí hậu
Thụy Sĩ có khí hậu ôn đới, tuy nhiên khí hậu thay đổi nhiều theo độ cao. Mùa đông lạnh, nhiều mây, nhiều mưa hoặc tuyết. Mùa hè mát hoặc ấm, nhiều mây, ẩm ướt và thỉnh thoảng có mưa rào.

## Địa hình

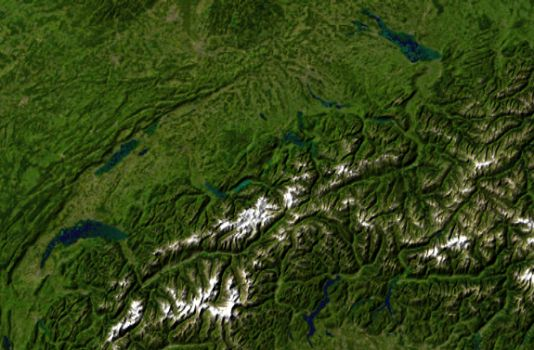
Địa hình Thụy Sĩ chụp từ vệ tinh

Thụy Sĩ là nước nhiều núi, với dãy Anpơ ở miền Nam, dãy Jura về phía tây Bắc. Khu vực trung tâm đất nước là một cao nguyên với địa hình trập trùng và nhiều hồ lớn.
- Điểm thấp nhất: Hồ Maggiore (195 m)
- Điểm cao nhất Đỉnh Dufour (4634 m)

## Tài nguyên thiên nhiên
Thụy Sĩ có tiềm năng thủy điện lớn, ngoài ra cũng có gỗ và một vài mỏ muối.

## Phân bố đất đai
- Đất canh tác được: 10%
- Đất canh tác quanh năm: 2%
- Đất chăn thả quanh năm: 28%
- Rừng: 32%
- Mục đích khác: 28% (ước tính năm 1993)
- Đất được tưới tiêu: 250 km² (ước tính năm 1993)

## Thiên tai
Gồm có: đá lở, đất lở, lụt.

## Môi trường
Ô nhiễm không khí từ khí thải xe và hoạt động công nghiệp. Ngoài ra còn có: mưa axít, ô nhiễm nước có nguồn gốc phân nông nghiệp, mất dần đa dạng sinh học.